# Poison (The-Prodigy-Lied)
Poison ist ein Lied der englischen Big-Beat-Band The Prodigy aus dem Jahr 1994. Es ist die neunte offizielle Singleveröffentlichung von The Prodigy und die vierte Singleauskopplung aus dem Studioalbum Music For The Jilted Generation. Die Single wurde am 6. März 1995 vom Label XL Recordings veröffentlicht und konnte im Vereinigten Königreich Platz 15 der Single-Charts erreichen. Der Song war ein Nummer-eins-Hit in Finnland und erreichte in Irland und Norwegen die Top fünf.
Im Juni 2023 wurde Poison im Vereinigten Königreich mit Silber für verkaufte Stückzahlen ausgezeichnet.

## Hintergrund
Das Lied wurde von den beiden Prodigy-Mitgliedern Liam Howlett und Keith Palmer getextet beziehungsweise komponiert. Es baut darauf auf den vier Samples Can’t Hear Nothing but the Music (EPMD), Heavy Soul Slinger (Bernard Purdie), It’s a New Day (Skull Snaps) und Jungle Dett (Demon Boyz) auf.
Die Erstveröffentlichung von Poison erfolgte als Teil des zweiten Prodigy-Studioalbums Music for the Jilted Generation am 4. Juli 1994 bei XL Recordings. Am 6. März 1995 erschien das Lied erstmals als Single. Diese erschien als CD-Maxi-Single mit einem Remix sowie den Liedern Rat Poison und Scienide als B-Seite.

## Titelliste
Die Titellisten der unterschiedlichen Formate und Veröffentlichungen von Poison:
| Nr.          | Titel                                 | Länge |
| ------------ | ------------------------------------- | ----- |
| 1.           | Poison (95 EQ)                        | 06:12 |
| 2.           | Rat Poison                            | 05:31 |
| 3.           | Scienide                              | 05:48 |
| 4.           | Poison (Environmental Sience Dub Mix) | 06:18 |
| Gesamtlänge: | Gesamtlänge:                          | 23:49 |

Der Song Poison (95 EQ) ist als ungekürzte Version mit einer Spieldauer von 6:12 Minuten offiziell ausschließlich auf der 12"-Vinyl enthalten. Die CD-Single enthält zwar ebenfalls den Song  Poison (95 EQ) aber als editierte Version mit einer gekürzter Spieldauer von nur noch knapp 4 Minuten. 
| Nr.          | Titel                                 | Länge |
| ------------ | ------------------------------------- | ----- |
| 1.           | Poison (95 EQ (edit))                 | 04:01 |
| 2.           | Rat Poison                            | 05:31 |
| 3.           | Scienide                              | 05:48 |
| 4.           | Poison (Environmental Sience Dub Mix) | 06:18 |
| Gesamtlänge: | Gesamtlänge:                          | 21:38 |

- Tracks 1, 2 und 4 geschrieben von Liam Howlett und Keith Palmer.
- Track 2 remixed von Liam Howlett.
- Track 3 geschrieben von Liam Howlett.
- Track 4 remixed von Environmental Science.

## Musikvideo
Das Musikvideo zu Poison wurde von Walter Stern produziert. Im Video spielt die Band den Song in einem Kellergewölbe. Am Ende des Videos hat sich der Boden in ein Schlammbad verwandelt, in dem sich Keith Flint mit anderen Bandmitgliedern eine Schlammschlacht liefert. Das Musikvideo wird auch in einer Folge von Beavis and Butt-Head gezeigt und kommentiert.

## Rezeption

### Charts und Chartplatzierungen
| ChartsChartplatzierungen     | Höchstplatzierung | Wochen |
| ---------------------------- | ----------------- | ------ |
| Schweiz (IFPI)               | 23 (7 Wo.)        | 7      |
| Vereinigtes Königreich (OCC) | 15 (13 Wo.)       | 13     |

### Auszeichnungen für Musikverkäufe
| Land/Region                  | Auszeichnungen für Musikverkäufe (Land/Region, Auszeichnung, Verkäufe) | Verkäufe |
| ---------------------------- | ---------------------------------------------------------------------- | -------- |
| Vereinigtes Königreich (BPI) | Silber                                                                 | 200.000  |
| Insgesamt                    | 1× Silber ·                                                            | 200.000  |